# 滿貫籃球隊
滿貫籃球隊（Tycoon Basketball Team），成立於2013年的香港籃球隊，現時在香港男子甲一組籃球聯賽角逐。香港籃球界big4之一。

## 球隊歷史

### 成立初期
「墾丁」成立於2013年，直到2016年正式命名為「滿貫」，而在香港籃球隊教練朱耀明帶領下滿貫於2015/16年度於乙組以全勝姿態升班甲二並於同一季度贏取銀牌冠軍成為該年度的雙冠王，到2016/17年度滿貫於2017年7月12日擊敗日域於決賽三戰全勝贏得甲二組冠軍取得升班甲一組聯賽資格，而球隊於升班後積極組軍衝擊前四為目標並招攬多名經驗球員包括歐陽維江和周家駒與王祐天以及張偉康及吳家麒加上原有的升班功臣並獲前東方外援拜仁奧斯汀為居港球員。

### 2018-2019年球季
9月份簽入華人中鋒楊文綱、華人射手吳永豪、南華球員林凱光及東方球員葉俊傑和外援林泰樂加強實力。
12月首次參加超級工商盃賽事。编入A组分别A1美國福建籃球隊、A2滿貫籃球隊、A3NBL廣西威壯籃球隊。
今次參加第22屆超級工商盃球員名單有：0號葉俊傑、1號林泰樂、6號陳耀麒、7號林凱光、8號林俊光、10號張偉康、15號王祐天、17號周家駒、18號張彬賢、32號蔡鴻興、41號歐陽維江、89號吳家麒。
.
- 12月11日晚上7時正對美國福建籃球隊負74比79。外援林泰樂拿了21分、3個助攻、9個籃板。

- 12月13日晚上7時正對廣西威壯籃球隊。上半場新加盟球員林凱光和林泰樂，特別在第二節著火，半場勝40比39。但因為對方是NBL全職球隊，畢竟滿貫只是半職業球會，加上第四節體能下降，只開操一個月左右，球員林凱光、葉俊傑、林泰樂只是新加盟，加上主力中鋒王祐天缺陣.新舊球員磨合不足。最終全場負63比78。小組出局。12月16日(星期日)只能爭排名戰(第七名）。

- 12月16日早上11時正，在香港港島灣仔區伊利沙伯體育館優品360超級工商盃排名戰。爭取第七名。對手是泰國籃球國家隊。居港外援林泰樂及射手張偉康雙雙攻入22分，而另一主將吳家麒亦攻入雙位數字。但最終以79比82負泰國籃球國家隊，以第八名完成賽事。

- 2019年1月17日晚上九時，工商盃初賽，在北河街體育館20比零勝HKFYG TH1NK籃球隊。

- 2019年2月簽入4號位艾佛.費格遜做居港外援代替林泰樂。

- 2019年4月16日、憑外援艾佛.費格遜拿28分及控球後衛葉俊傑拿22分，以82比76擊敗永倫籃球隊，晉身銀牌總决賽。

- 2019年4月18日在伊利沙伯體育館舉行銀牌決賽，對手是南華籃球隊。總比數73比76負於南華籃球隊。摘取2019年甲一銀牌亞軍。

- 滿貫籃球隊聯賽主力12人大軍分別是居港外援艾佛.費格遜、王祐天、譚子健、周家駒、葉俊傑、吳家騏、張彬賢、歐陽維江、張偉康、林凱光、林俊光、蔡鴻興、鐘嘉朗。

- 7月16日、71比68。首次甲一聯賽用VAR看重播。勝永倫入決賽。最終決賽以0比3負於南華，只得甲一籃球聯賽總亞軍。

### 2019-2020年球季
季前簽入華人球員黃鎮煒、蔡再懃及方誠義加強實力，而張彬賢則轉投東方籃球隊。另一中鋒王祐天亦離隊。
因新冠肺炎疫情關係、籃總宣佈取消整季聯賽及盃賽。

### 2023-2024年球季
滿貫上季如坐過山車，榮登常規賽一哥，但四強不敵香港東方，最終奪得季軍。教練團部分改變勢在必行，「滿貫由教練團入手，請來SBL最年輕主帥徐仲毅，配搭助理教練張峻庭和陳承謙，
2023年9月12日、晚上8時40分在灣仔區伊利沙伯體育館、下半場78比78、加時88比80擊敗東方籃球隊。2023年一2024年球季、奪得高級組銀牌冠軍。

### 2024-2025年球季
2024年1月14日，常規賽第6的康仁福建以85：74擊敗常規賽季軍的滿貫，滿貫隊史首次無緣季後賽4強。

## 管理層
| 球會主席：王嘉俊         |
| 球會經理：何藻怡         |
| 球會贊助商：24/7 Fitness |

## 歷任總教練
| 執教歷史 |                      |
| 教練     | 時間                 |
| 朱耀明   | 2014–2017，2019–2022 |
| 呂楚威   | 2017–2019            |
| 徐仲毅   | 2023–2025            |

## 球隊榮譽
- 香港甲一組聯賽季後賽季軍（2021年）
- 香港甲一組聯賽常規賽冠軍(2021年）
- 香港高級組銀牌亞軍（2019年）
- 香港甲一組聯賽季後賽亞軍（2019年）
- 2019年工商盃亞軍
- 香港甲一組聯賽季後賽殿軍(2018）
- 香港甲一組聯賽常規賽殿軍(2018）
- 香港甲二組聯賽總冠軍（2017年）
- 香港乙組籃球聯賽冠軍（2016年）
- 香港初級組銀牌冠軍（2016年）

## 曾效力球員
本地球員
| - 陳耀麒 - 張智衡 - 張彬賢 - 李頌民 - 蔡鴻興 - 鄭堯徽 - 吳華峰 - 吳松峻 - 林凱光 - 周健宏 - 林俊光 - 譚子健 - 何倚富 - 何倚楊 - 楊睿騏 - 李琪 - 蕭瑋耀 - 鄧志恒 - 葉俊鋒 - 葉俊傑 - 陳仲偉 |

外援球員
| - Brandon Aquilas Montay - Mike Devonne Bell JR - 拜仁·奧斯汀 - 林泰樂 - 艾歷·費格遜 - 荷利菲特 - 蓋帝斯 - 米拿 |

## 外部連結
- 香港籃球總會網頁 （页面存档备份，存于）
- 滿貫籃球隊 facebook Page